# Hunok csatája

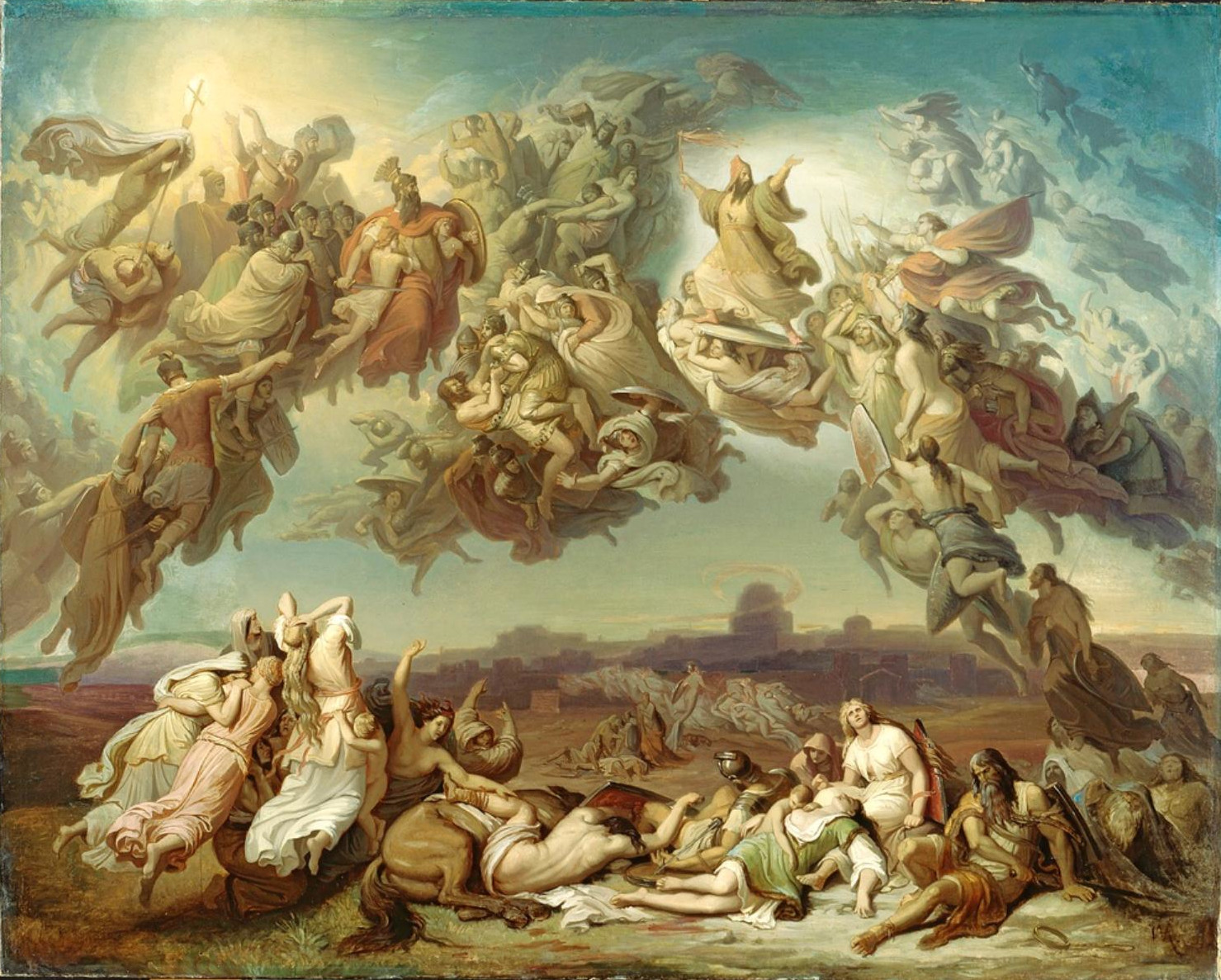
Kaulbach Hunok csatája című festménye (1850)

A Hunok csatája (német címe Hunnenschlacht) Liszt Ferenc 1857-ben komponált szimfonikus költeménye (No. 11), amelyet Wilhelm von Kaulbach német festő azonos című festménye ihletett. A mű bemutatója 1857-ben volt Weimarban, és a partitúrát 1861-ben adták ki Lipcsében. Műjegyzékszáma: S.105.

## A mű születése
Carolyne zu Sayn-Wittgenstein 1855-ben ajándékozta meg Lisztet egy festményreprodukcióval, amely Wilhelm von Kaulbach, divatos német festő történelmi témájú képét, a Hunok csatáját ábrázolta. A festmény a 451-ben lezajlott catalaunumi ütközetet, a hunok és a Nyugatrómai Birodalom között vívott hatalmas csatát ábrázolta – szimbolikus formában. Lisztet megragadta a kép, amelyben a mélyen vallásos komponista a pogányság és a kereszténység küzdelmét látta. Liszt egyébként nem nagyon értett a képzőművészethez, annak ellenére, hogy számos műve született ilyen alkotások nyomán, francia műveltsége ellenére hidegen hagyták a haladó francia festők művei is. Lisztre olyan benyomást gyakorolt Kaulbach festménye, hogy a festő valamennyi történelmi alkotását meg akarta zenésíteni: előbb Világtörténet képekben és hangokban, aztán A történelem drámája címmel. Arra gondolt, hogy egy költőt kér fel a program megírásához, de ez nem valósult meg, még előszót sem írt a partitúrához. Később – jóváhagyásával – barátja, Richard Pohl írt egy előszót, amely az Összkiadásban jelent meg. Kaulbach egyébként 1856-ban festette meg Liszt híres portréját.
Liszt Ferenc végül csak a Hunok csatáját írta meg, 1857-ben. A szimfonikus költeményt a weimari udvari színházban mutatta be 1857. december 29-én, természetesen maga vezényelt. A partitúra nyomtatásban 1861-ben jelent meg Liszt állandó kiadójánál, a lipcsei Breitkopf und Härtelnél, ajánlása Wittgenstein hercegnének szólt.
A Hunok csatájából Liszt zongoraátiratokat is készített: négykezest (S.596b) és kétzongorás változatot (S.645).

## A zene

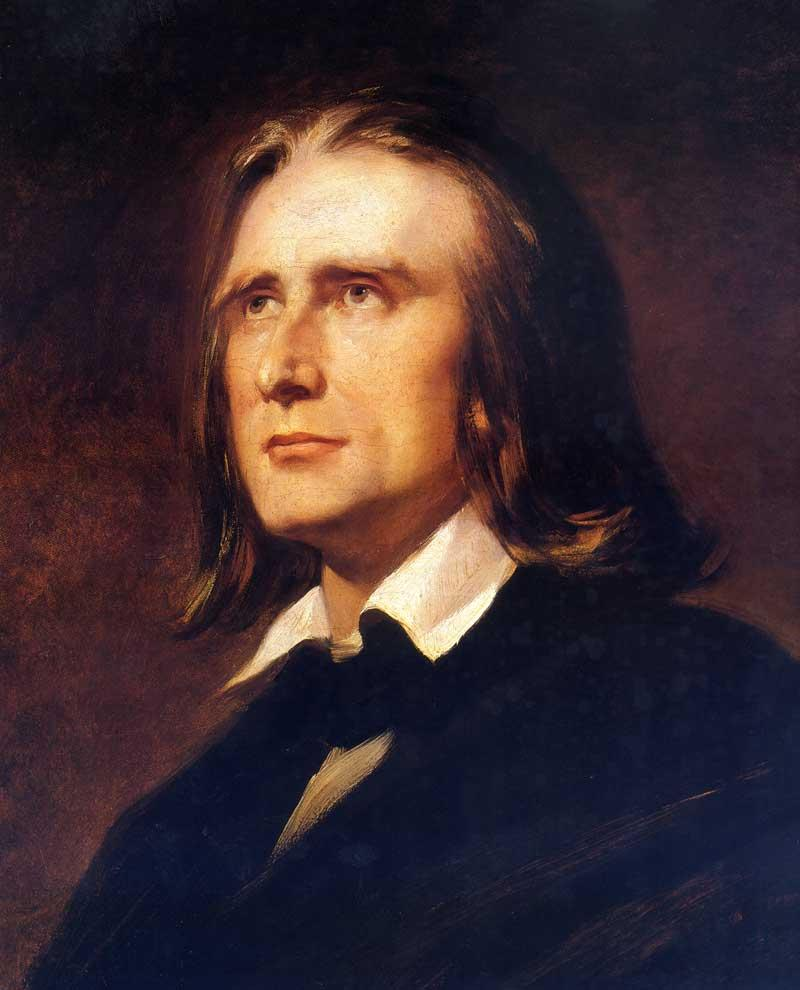
Kaulbach Liszt-portréja

Lisztre jellemző, hogy szimfonikus költeményeit (is) kevés témából építi fel. Így van ez a Hunok csatájával is, amelyben két téma a hunoké, kettő pedig a keresztényeké. Ezek közül az egyik a karakterüket jellemzi, a másik pedig a csatakiáltásokat adja. A hunok témája magyaros színezetű, ezzel a dallammal indul a darab. A keresztény téma gregorián dallamra épül (Crux fidelis), amelyet Liszt egy 1853-ban megjelent, Enchiridion chorale című gyűjteményből vett. Liszt egy levélben írta erről: „Az anyag zenei kívánalmai tették szükségessé, hogy a kereszténység napvilágát jelképező katolikus korális, a Crux fidelis viszonylag nagyobb szerepet kapjon, … és ezzel sikerüljön pregnánsan ábrázolnom a kereszt győzelmével való befejezést.” A kereszt jelképeként értelmezett szó-lá-dó forma Liszt számos művében előfordul (Szent Erzsébet legendája, Esztergomi mise, Dante-szimfónia, Via Crucis stb.), maga írta le, hogy ezzel a sorral a kereszténység jelképét szimbolizálja.
A szimfonikus költemény fojtott hangulatban indul, Liszt elő is írja a karmestereknek, hogy minden hangszernek kísérteties hangon kell szólnia. A darab negyedét az expozíció teszi ki, melynek első fele a hunok, a második része pedig a keresztények témáiból áll össze. Alaphangneme c-moll. A harc ábrázolása nagyjából a mű felénél ér véget, ezt követően már csak a haladást, a humanizmust jelképező keresztény motívumokból szövődik a darab. A mű befejezése grandiózus, hatásos, a teljes zenekaron fff, azaz maximális hangerővel szól. Zenekritikusok szerint ez a befejezés túlságosan is hatásos, túlságosan külsődleges hatású, amit – nem csak ennél a műnél – az ilyen hatásokat kedvelő Wittgenstein hercegné hatásának tulajdonítanak.
A zenekari összeállítás: piccolo, két fuvola, két oboa, két klarinét, két fagott, négy kürt, három trombita, két tenorharsona, basszusharsona, tuba, három üstdob, cintányér, orgona vagy harmónium, vonósok.